# 알렉산드라 홀든
알렉산드라 홀든(영어: Alexandra Holden, 1977년 4월 30일 ~ )은 미국의 배우이다.

## 출연 작품
- 올웨이즈 와칭: 어 마블 호네츠 스토리 (2015)
- 조 곤 (2014)
- 로디드 (2013)
- 인 어 월드... (2013)
- 렛 고 (2011)
- 러블리 몰리 (2011)
- 포스트 그래드 (2009)
- 다크 릴 (2008)
- 내일이 오기 전 모든 날들 (2007)
- 스페셜 (2006)
- 에브리씽 유 원트 (2005)
- 캐스팅 어바웃 (2004)
- 하우 투 딜 (2003)
- 더 로드 (2003)
- 핫 칙 (2002)
- 업라이징 (2001)
- 슈가 앤 스파이스 (2001)
- 귀네비어 (1999)
- 드롭 데드 고저스 (1999)
- 댄서 텍사스 (1998)
- 라스트 타임 (1997)
- 인 앤 아웃 (1997)

### 텔레비전
- 프렌즈 (2000)
- Once and Again (2000)
- 프라이데이 나이트 라이츠 (2007)